# Moutiers-au-Perche
Moutiers-au-Perche é uma comuna francesa na região administrativa da Normandia, no departamento Orne. Estende-se por uma área de 33,8 km². Em 2010 a comuna tinha 395 habitantes (densidade: 11,7 hab./km²).